# تپه یالقوز باغ
تپه یالقوز باغ مربوط به دوران‌های تاریخی پس از اسلام است و در شهرستان بوئین‌زهرا، بخش آبگرم، روستای رزک واقع شده و این اثر در تاریخ ۲۵ خرداد ۱۳۸۱ با شمارهٔ ثبت ۵۷۹۸ به‌عنوان یکی از آثار ملی ایران به ثبت رسیده است.